# 垫江县 (战国)
垫江县，中国旧县名，位于今重庆市合川区一带。

## 名称
清代段玉裁在《说文解字注》中认为“墊江”原应为“褺江”。其地有嘉陵江、涪江、渠江相继交汇，如衣服重叠，故称“褻”，《汉书》误记沿袭至今。

## 历史沿革
垫江地处今涪江汇入嘉陵江河口，战国时期曾作为巴国首都。秦国灭巴国后置垫江县，隶属于巴郡。
西汉、东汉时垫江县均隶属于益州刺史部巴郡东汉初平六年（195年），分巴郡为三，垫江县隶属于永宁郡，垫江以北的区域为巴郡；建安六年（201年），永宁郡复名巴郡，巴郡改为巴西郡。此时垫江县辖境大致相当于现在的重庆市合川、铜梁、大足的东半部与武胜一带。
蜀汉时垫江县仍隶属于益州巴郡，曹魏景元四年（263年）随巴郡改隶于梁州。永嘉六年（312年），巴郡陷于成，玉衡二年（312年）巴郡划归荆州，永和三年（347年），东晋灭汉，期间垫江县一直隶属于巴郡。
南朝宋时巴郡划回益州，同时设侨郡东宕渠郡，寄治于垫江县，东宕渠郡下辖宕渠县，县治位于垫江县内（今合川区合阳城街道）。南朝宋时撤销。

## 后续
南齐时改东宕渠郡为东宕渠獠郡，郡志在宕渠县，辖宕渠、平州、汉初三县；南梁时复设东宕渠郡，辖宕渠县；西魏恭帝三年（556年）置合州，改东宕渠郡为垫江郡、改宕渠县为石镜县，因县内有青石如镜而得名。
隋开皇三年（583年）撤销垫江郡，八年（588年）分石镜县设赤水县，十八年（598年）改合州为涪州，大业三年（607年）改涪州为涪陵郡，郡治仍在石镜县。唐武德元年（618年）改涪陵郡为合州，天宝元年（742年）改合州为巴川郡，乾元元年（758年）复改为合州，先后隶属于山南道、山南西道、剑南东川节度使、剑南东川昌普渝合都指挥使，原垫江县地有石镜、赤水、铜梁、巴川、汉初、新明等县。宋朝时合州隶梓州路、潼川府路，乾德元年（965年）改石镜县为石照县，淳祐三年（1243年）州治移驻钓鱼山。元朝时合州隶四川行省重庆路，下辖石照、铜梁、定远三县；明朝时合州隶四川承宣布政使司重庆府，除州直辖地外，还下辖铜梁、定远二县；清朝时合州隶四川省重庆府，为散州，不下辖县。
民国二年（1913年）改合州为合川县，1992年撤县设县级合川市，2006年改为重庆市合川区。